# 下茶屋町 (名古屋市)
下茶屋町（しもちゃやまち）は、愛知県名古屋市中区の地名。

## 歴史

### 町名の由来
真宗大谷派名古屋別院の門前町にあたり、享保年間に遊廓（茶屋）が成立したことに由来する。明治に至って、名古屋城下碁盤割に所在する茶屋町と区別するために下茶屋町と改称した。

### 沿革
- 1871年（明治4年）9月29日 - 愛知郡下茶屋町となる[1]。『なごやの町名』は、茶屋町・小栗街道・東輪寺門前により成立したとする[2]。
- 1874年（明治7年）11月 - 東本願寺別院に愛知県庁が移転する（2代目）[6]。
- 1878年（明治11年）
  - 6月 - 愛知県庁は南久屋町に庁舎を新築し、移転する[6]。
  - 12月20日 - 名古屋区成立に伴い、同区下茶屋町となる[2]。
- 1889年（明治22年）10月1日 - 名古屋市成立に伴い、同市下茶屋町となる[2]。
- 1908年（明治41年）4月1日 - 中区成立に伴い、同区下茶屋町となる[1]。
- 1974年（昭和49年）5月11日 - 住居表示実施に伴い、大井町・橘二丁目・松原三丁目に編入される[1]。
- 1977年（昭和52年）5月8日 - 正木一丁目・伊勢山一丁目・古渡町の各一部に編入され消滅[2]。